# ۵۳۹ (قمری)
۵۳۹ (قمری)، پانصد و سی و نهمین سال در گاهشماری هجری قمری است. اول محرم این سال برابر با یازدهم ژوئیه سال ۱۱۴۴ میلادی است.